# Cantharellus attenuatus
Cantharellus attenuatus é uma espécie de fungo pertencente à família Cantharellaceae.